# Політ

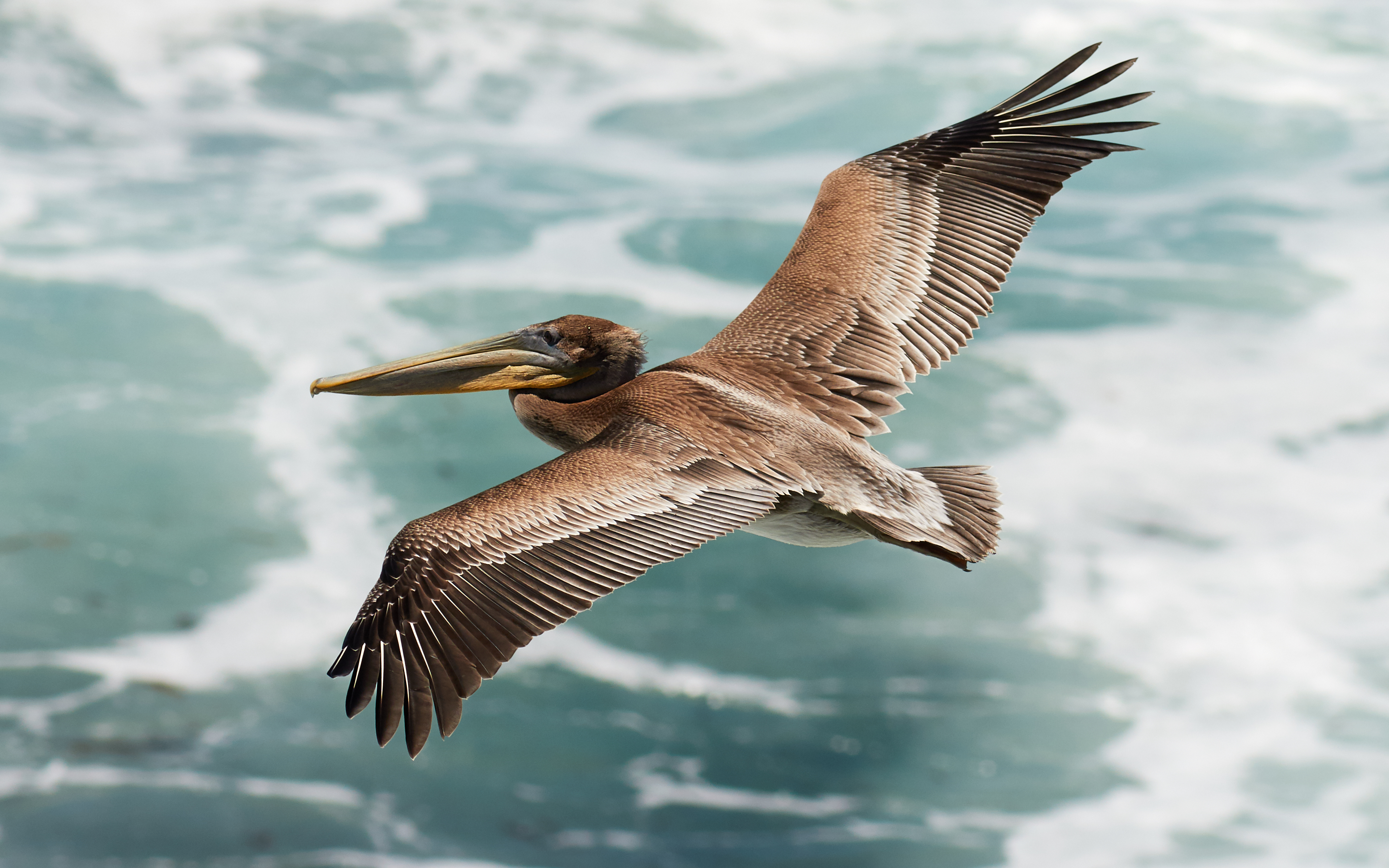
Природній політ бурого пелікана.

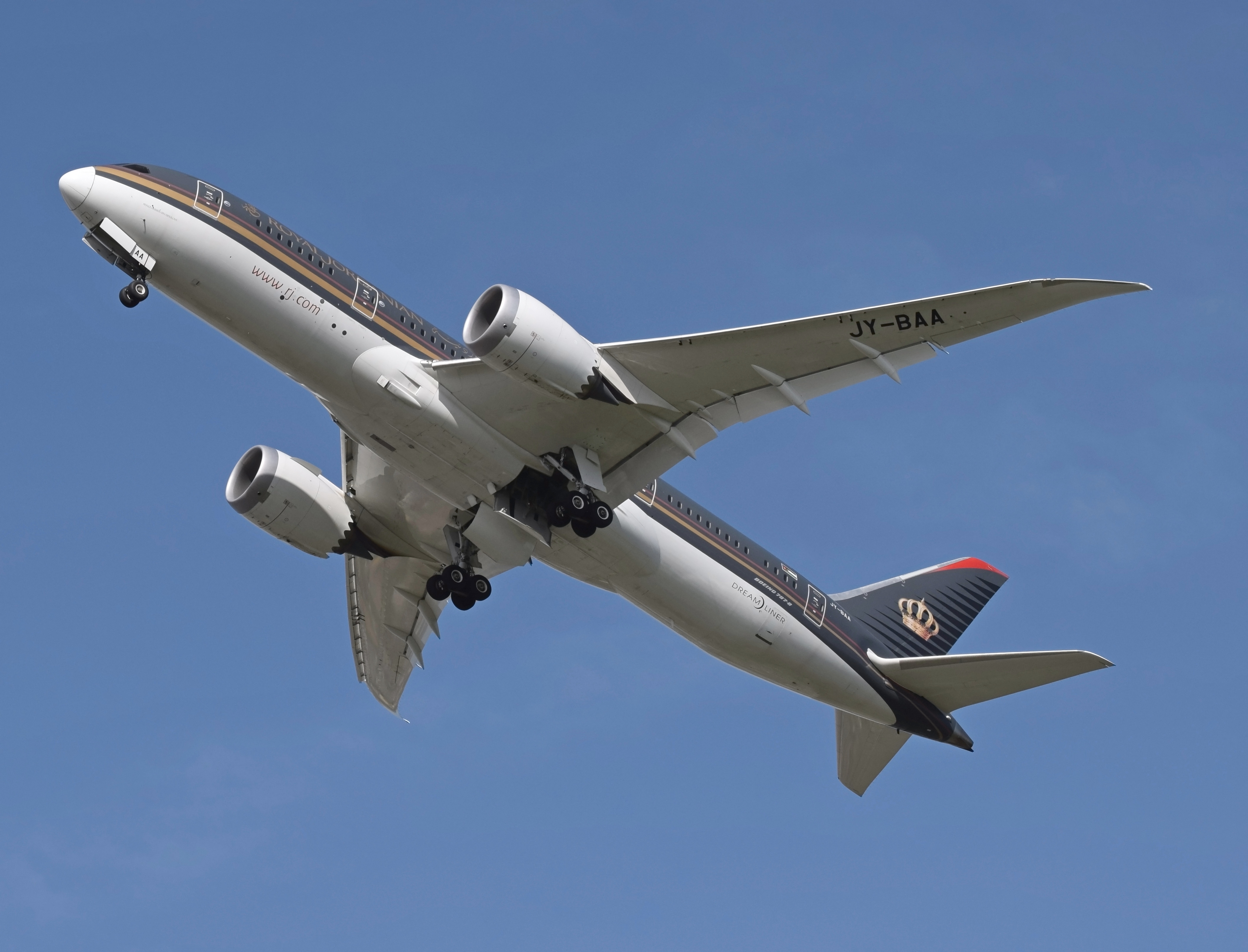
Політ літака Boeing 787.

Політ — процес руху (переміщення) об'єкта в газоподібному середовищі, як із застосуванням реактивної тяги або інших рухових засобів, так і без цього (за інерцією).
Політ в полі тяжіння на швидкості нижче орбітальної вимагає, крім додання поступального руху, застосування засобів підтримки — статичних або динамічних, в першому випадку це може бути архімедова сила атмосфери (якщо вона є) тіла — джерела тяжіння, магнітне поле, у другому — підйомна сила газового потоку, що обтікає тіло, форма якого дозволяє створювати таку силу в цьому потоці, або реактивна тяга, електромагнітна сила, і тому подібне.